# Trachypus
Trachypus là một chi rêu trong họ Trachypodaceae.